# Wąsoliczek
Wąsoliczek (Pteronotus) – rodzaj ssaków z rodziny straszakowatych (Mormoopidae).

## Rozmieszczenie geograficzne
Rodzaj obejmuje gatunki występujące w Ameryce.

## Morfologia
Długość ciała (bez ogona) 40–79 mm, długość ogona 13–31 mm, długość ucha 9–25 mm, długość tylnej stopy 8–16 mm, długość przedramienia 35–67 mm; masa ciała 3–27 g.

## Systematyka
Rodzaj zdefiniował w 1838 roku angielski zoolog John Edward Gray w artykule zatytułowanym Przegląd rodzajów nietoperzy (Vespertilionidae) i opis kilku nowych rodzajów i gatunków, opublikowanym w czasopiśmie „Magazine of zoology and botany”. Gatunkiem typowym jest (oznaczenie monotypowe) wąsoliczek płowy (P. davyi).

### Etymologia
- Pteronotus: gr. πτερον pteron ‘skrzydło’; -νωτος -nōtos „-grzbiety”, od νωτον nōton ‘tył, grzbiet’[11].
- Chilonycteris: gr. χειλος kheilos, χειλεος kheileos ‘warga’; νυκτερις nukteris, νυκτεριδος nukteridos ‘nietoperz’[12]. Gatunek typowy (oznaczenie monotypowe): Chilonycteris macleayii J.E. Gray, 1839.
- Lobostoma: gr. λοβος lobos ‘płatek’; στομα stoma, στοματος stomatos ‘usta’[13]. Gatunek typowy: Gundlach wymienił dwa gatunki – Lobostoma cinnamomeum Gundlach, 1840 (= Mormoops blainvillei Leach, 1821) i Lobostoma quadridens Gundlach, 1840 – z których gatunkiem typowym jest (późniejsze oznaczenie) jest Lobostoma quadridens Gundlach, 1840.
- Phyllodia: gr. φυλλώδης phyllōdes ‘jak liście, bogaty w liście’, od φυλλον phullon ‘liść’ – w aluzji do liściopodobnego nosa[14]. Gatunek typowy (oznaczenie monotypowe): Phyllodia parnellii J.E. Gray, 1843.
- Dermonotus: gr. δερμα derma, δερματος dermatos ‘skóra’; -νωτος -nōtos ‘-tyły, -grzbiety’, od νωτον nōton ‘tył, grzbiet’[15].

### Podział systematyczny
Do rodzaju należą następujące gatunki:
| Podrodzaj      | Grafika | Gatunek                   | Autor i rok opisu                         | Nazwa zwyczajowa         | Podgatunki         | Rozmieszczenie geograficzne | Podstawowe wymiary                                             | Status IUCN |
| -------------- | ------- | ------------------------- | ----------------------------------------- | ------------------------ | ------------------ | --- | -------------------------------------------------------------- | ----------- |
| Pteronotus     |         | Pteronotus davyi          | J.E. Gray, 1838                           | wąsoliczek płowy         | 2 podgatunki       | Nikaragua, Kostaryka, północna Kolumbia, północna Wenezuela i północno-zachodnie Peru oraz Małe Antyle (od wyspy Marie-Galante na południe do wyspy Trynidad i Curaçao); zakres wysokości: do 2700 m n.p.m.                                         | DC: 5–5,7 cm DO: 1,8–2,5 cm DP: 4,6–5 cm MC: 8–11 g            | LC          |
| Pteronotus     |         | Pteronotus fulvus         | (O. Thomas, 1892)                         |                          | gatunek monotypowy | Meksyk (od stanów Sonora i Tamaulipas) na południe do Salwadoru i zachodniego Hondurasu; zakres wysokości: poniżej 600 m n.p.m. | DC: 4,8–5,2 cm DO: 2–2,3 cm DP: 4–4,7 cm MC: 7–8,7 g           | NE          |
| Pteronotus     |         | Pteronotus gymnonotus     | (J.A. Wagner, 1843)                       | wąsoliczek nagogrzbiety  | gatunek monotypowy | południowy Meksyk na południe wzdłuż Ameryki Centralnej, karaibskiego wybrzeża Ameryki Południowej i regionu Gujana do środkowej i północno-wschodniej Brazylii, wschodniego Peru i północno-wschodniej Boliwii; zakres wysokości: do 1000 m n.p.m. | DC: 5,1–6,9 cm DO: 1,7–2,7 cm DP: 5–5,6 cm MC: 12–18 g         | LC          |
| Chilonycteris  |         | Pteronotus macleayii      | (J.E. Gray, 1839)                         | wąsoliczek kubański      | g2 podgatunki      | Kuba (wraz z Isla de la Juventud) oraz Jamajka | DC: 4,1–5,3 cm DO: 2–2,5 cm DP: 4,1–4,5 cm MC: 4–8 g           | LC          |
| Chilonycteris  |         | Pteronotus quadridens     | (Gundlach, 1840)                          | wąsoliczek okopcony      | 2 podgatunki       | Kuba, Jamajka, Haiti, Dominikana i Portoryko | DC: 4–4,4 cm DO: 1,6–2,2 cm DP: 3,5–4 cm MC: 3–6 g             | LC          |
| Incertae sedis |         | Pteronotus personatus     | (J.A. Wagner, 1843)                       | wąsoliczek chrabąszczowy | gatunek monotypowy | południowo-zachodnia Nikaragua na południe przez Kostarykę i Panamę do północno-wschodniej i środkowej Brazylii, wschodniego Peru i północno-wschodniej Boliwii, także Trynidad i Tobago (Trynidad); zakres wysokości: do 400 m n.p.m.              | DC: 4,5–5,5 cm DO: 1,6–2,1 cm DP: 4,3–4,8 cm MC: 6,5–10 g      | LC          |
| Incertae sedis |         | Pteronotus psilotis       | (Dobson, 1878)                            |                          | gatunek monotypowy | Meksyk (os stanów Sonora i Tamaulipas) na południe do Salwadoru i zachodniego Hondurasu | DC: 4,5–5,4 cm DO: 1,5–1,8 cm DP: 4,1–4,5 cm MC: 6,5–7,4 g     | NE          |
| Phyllodia      |         | Pteronotus parnellii      | (J.E. Gray, 1843)                         | wąsoliczek lejkowargi    | gatunek monotypowy | Kuba i Jamajka; zakres wysokości: 0–1300 m n.p.m. | DC: około 5,9 cm DO: 1,8–2,2 cm DP: 5–5,4 cm MC: 10,5–16 g     | LC          |
| Phyllodia      |         | Pteronotus pusillus       | G.M. Allen, 1917                          |                          | gatunek monotypowy | Haiti i Dominikana | DC: około 5,3 cm DO: około 2 cm DP: 4,9–5,3 cm MC: brak danych | NE          |
| Phyllodia      |         | Pteronotus portoricensis  | (G.S. Miller, 1902)                       |                          | gatunek monotypowy | endemit Portoryko: włącznie z wyspą Mona | DC: 5,8–6,9 cm DO: 1,3–2,2 cm DP: 5–5,4 cm MC: 11,3–14,3 g     | NE          |
| Phyllodia      |         | Pteronotus mexicanus      | (G.S. Miller, 1902)                       |                          | gatunek monotypowy | endemit Meksyku: niziny wzdłuż wybrzeżu Oceanu Spokojnego od stanu Sonora do stanu Guerrero, na wschód do stanu Puebla; zakres wysokości: do 1600 m n.p.m.                                                                                          | DC: 6,4–7 cm DO: 1,9–2,4 cm DP: 5,3–5,8 cm MC: około 13,5 g    | NE          |
| Phyllodia      |         | Pteronotus mesoamericanus | J.D. Smith, 1972                          |                          | gatunek monotypowy | Meksyk (od wzdłuż Zatoki Meksykańskiej i przesmyku Tehuantepec) na południe do Strefy Kanału Panamskiego (Panama); zakres wysokości: 0–2200 m n.p.m.                                                                                                | DC: 7–7,2 cm DO: 2,3–2,7 cm DP: 5,5–6,3 cm MC: 16–19,5 g       | LC          |
| Phyllodia      |         | Pteronotus fuscus         | (J.A. Allen, 1911)                        |                          | gatunek monotypowy | Kolumbia, Wenezuela, północno-zachodnia Gujana oraz Male Antyle (Saint Vincent, Trynidad i Margarita) | DC: 6,3–7,2 cm DO: 2–2,7 cm DP: 5,6–6,2 cm MC: 13,4–22 g       | NE          |
| Phyllodia      |         | Pteronotus paraguanensis  | Linares & Ojasti, 1974                    | wąsoliczek półwyspowy    | gatunek monotypowy | endemit Wenezueli: półwysep Paraguaná (stan Falcón); zakres wysokości: 0–120 m n.p.m. | DC: 6,1–6,4 cm DO: 1,7–2,6 cm DP: 5,3–5,6 cm MC: 12–17 g       | EN          |
| Phyllodia      |         | Pteronotus rubiginosus    | (J.A. Wagner, 1843)                       |                          | gatunek monotypowy | południowa Wenezuela i region Gujana na południe do środkowej i północno-wschodniej Brazylii, wschodniego Peru i północno-wschodniej Boliwii; zakres wysokości: 65–2200 m n.p.m.                                                                    | DC: 5,3–7,9 cm DO: 2,4–3,1 cm DP: 6,1–6,7 cm MC: 20–27 g       | LC          |
| Phyllodia      |         | Pteronotus alitonus       | A.C. Pavan, Bobrowiec & Percequillo, 2018 |                          | gatunek monotypowy | region Gujana i północna Brazylia | DC: 6,5–7 cm DO: 2,4–3,1 cm DP: 5,9–6,4 cm MC: 18–26 g         | NE          |

Kategorie IUCN:  LC  – gatunek najmniejszej troski,  EN  – gatunek zagrożony;  NE  – gatunki niepoddane jeszcze ocenie.
Opisano również gatunki wymarłe z późnego plejstocenu:
- Phyllodia
  - Pteronotus pristinus Silva Taboada, 1974[18] – wąsoliczek jaskiniowy (Kuba)
- Incertae sedis
  - Pteronotus trevorjacksoni Van den Hoek Ostende, Oijen & Donovan, 2018[19] (Jamajka).